# ご存知からす堂
『ご存知からす堂』（ごぞんじからすどう）は、1967年10月2日から同年12月25日までフジテレビ系列の月曜22時00分 - 22時45分（JST）に放送された時代劇である。全13回。

## 概要
江戸に起こった難事件を次々と解決していく謎の素浪人と、お色気と気風のいい飲み屋の女将の物語。

## 主な出演者
- 三橋達也
- 扇千景
- 大辻伺郎
- 三浦布美子
- 中村是好

## スタッフ
- 原作：山手樹一郎
- 脚本：三井優市、田中美樹ほか
- 演出：中川信夫ほか

## 参考資料
- テレビドラマデータベース

| フジテレビ系 月曜22:00 - 22:45枠 | フジテレビ系 月曜22:00 - 22:45枠 | フジテレビ系 月曜22:00 - 22:45枠 |
| 前番組                           | 番組名                           | 次番組                           |
| -------------------------------- | -------------------------------- | -------------------------------- |
| 眠狂四郎                         | ご存知からす堂                   | 幕末姉妹                         |